# Stanisław Kostka (polityk)
Stanisław Kostka (ur. 17 lutego 1925 w Pełnatyczach, zm. 28 grudnia 2003 w Jarosławiu) – polski nauczyciel i polityk, senator II kadencji.

## Życiorys
W czasie II wojny światowej walczył w Armii Krajowej, następnie zaś aresztowany przez funkcjonariuszy Ministerstwa Bezpieczeństwa Publicznego i NKWD został zesłany w głąb Związku Radzieckiego. Po powrocie do kraju ukończył liceum budowlane w Jarosławiu, następnie zaś także studia w Wyższej Szkole Pedagogicznej w Krakowie. Pracował jako nauczyciel w Jarosławiu.
W latach 1991–1993 z ramienia Konfederacji Polski Niepodległej sprawował mandat senatora, reprezentując województwo przemyskie. W Senacie był m.in. członkiem Komisji Kultury, Środków Przekazu, Nauki i Edukacji Narodowej oraz Komisji Obrony Narodowej. Był sekretarzem jarosławskiego oddziału Światowego Związku Żołnierzy Armii Krajowej.